# Студентка по вызову
«Студентка по вызову» (фр. Mes chères études) — французский телефильм 2010 года режиссёра Эмманюэль Берко по её же сценарию, адаптированному из одноимённой книги автора, скрывшегося под именем «Лаура Д.»

## Сюжет
19-летняя Лаура учится в университете и работает после учёбы в колл-центре, однако заработка отчаянно не хватает даже на еду, не говоря уже об обновках или развлечениях. Проблемы с деньгами с каждым днем сильнее, у Лауры начинаются голодные обмороки; ей советуют попросить денег у родителей, но они тоже живут бедно, и девушка просто не может на это пойти.
Вдобавок к голоду, Лауре не хватает денег и на оплату счетов, и она периодически сидит без электричества и связи. Дождавшись включения, она кидается искать в интернете дополнительные подработки, забредает в adult services и видит очень интересный пост. Его разместил старенький француз Джо, который предлагает сразу сотню евро в час, чтобы побыть в объятиях молодой студентки.
Лаура обещает себе, что Джо станет её единственным клиентом, и что проституцией она в дальнейшем заниматься не станет. И вот проходит три дня, и Лаура встречается с Джо в номере гостиницы. Но, побыв в роли проститутки один день, девушка уже не может отказаться от лёгких денег и оказывается не в силах остановиться.

## Критика
Кинокритик Марианн Йоханссон написала, что фильм «хорошо сыгран» и «скорее печальный, чем скандальный». Другие критики также отмечают игру Деборы Франсуа, но оценивают сценарий как неубедительный из-за отсутствия «развития характера героя».